# 安部山公園
安部山公園（あべやまこうえん）は福岡県北九州市小倉南区安部山に位置する公園である。

## 概要
小倉南区北端部、足立山（標高597.8m）の南麓にある。敷地は小倉南区安部山3番地・14番地と湯川四丁目、大字葛原にまたがる。
安部山の地名は、1905年（明治38年）にこの地を開墾し果樹や桜を植えて公開した小倉市生まれの農業指導者、兼 曽根村会議員、福岡県会議員、衆議院議員であった安部熊之輔に由来している。
園内には約700本の桜（ソメイヨシノなど）が植えられており、花見の名所となっている。公園から国道10号に向かって延びる道路沿いにも、たくさんの桜が植樹されており、「桜トンネル」、「桜アーチ」として有名である。花見のシーズンには大勢の見物者で賑わい、小倉南区外から訪れる人も多い。
なお、駐車場としては、公園のやや上に位置する北九州安部山公園病院の麓に普通車わずか4台分の駐車スペースがある。

## 歴史
- 1905年（明治38年） - 安部熊之輔が現在の安部山公園付近に果樹や桜を植えて公開。
- 1912年（明治45年） - 見事な桜園になり、公園化が進められる。
- 1928年（昭和3年） - 福岡県農会の関係者らが安部熊之輔の頌徳碑を公園上部に建立。

## 交通アクセス
- JR九州日豊本線 - 安部山公園駅より徒歩10分。
- 西鉄バス北九州 - 「安部山公園」バス停より徒歩1分（バスの本数は毎時1~2本）
- 西鉄バス北九州 - 「安部山入口」バス停より徒歩8分　（バスの本数は比較的多い）